# دانيال بيهان
دانيال بيهان (بالإنجليزية: Daniel Beahan)‏ (مواليد 5 أبريل 1984) هو ملاكم أسترالي، مثّل بلاده في الألعاب الأولمبية الصيفية 2008.

## روابط خارجية
دانيال بيهان على موقع أوليمبيديا (الإنجليزية)
- دانيال بيهان على موقع اللجنة الأولمبية الأسترالية (الإنجليزية)